# 贝尔朗库尔
贝尔朗库尔（法語：Berlancourt，法語發音：[bɛʁlɑ̃kuʁ]）是法国瓦兹省的一个市镇，属于贡比涅区。

## 地理
贝尔朗库尔（49°40'17"N, 3°4'8"E）面积7.12 平方千米，位于法国上法蘭西大區瓦兹省，该省份为法国北部内陆省份，北起索姆省，西接厄尔省和滨海塞纳省，南至塞纳-马恩省和瓦兹河谷省，东临埃纳省。
与贝尔朗库尔接壤的市镇（或旧市镇、城区）包括：戈朗库尔、吉斯卡尔、勒普莱西帕特杜瓦、维勒塞尔沃、布鲁希。

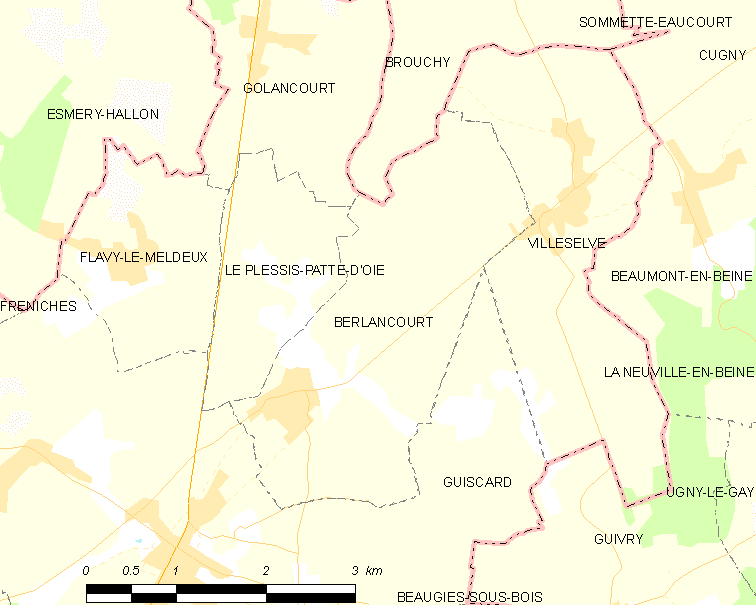
贝尔朗库尔的OSM定位图

贝尔朗库尔的时区为UTC+01:00、UTC+02:00（夏令时）。

## 行政
贝尔朗库尔的邮政编码为60640，INSEE市镇编码为60062。

## 政治
贝尔朗库尔所属的省级选区为努瓦永县。

## 人口

1962-2008年间贝尔朗库尔人口变化图示

贝尔朗库尔于2022年1月1日时的人口数量为316人。